# Prawo Lavoisiera-Laplace’a
Prawo Lavoisiera-Laplace’a – prawo sformułowane w 1780 roku przez Antoine’a Lavoisiera i Pierre’a Simona de Laplace’a stwierdzające, że:
Efekt cieplny (entalpia) reakcji rozkładu danej substancji do składników prostych ma taką samą wartość jak reakcja do niej odwrotna (tworzenia substancji z tych składników), ale przeciwny znak.
Dotyczy to przypadków reakcji syntezy i analizy:
SO
2
(g) → S
(g) + O
2
(g)    ΔH = +70,9 kcal
S
(g) + O
2
(g) → SO
2
(g)    ΔH = −70,9 kcal
jednak może być uogólnione również na inne reakcje:
C
2H
5OH + 3O
2 → 2CO
2 + 3H
2O    ΔH = −1366,95 kJ
2CO
2 + 3H
2O → C
2H
5OH + 3O
2    ΔH = +1366,95 kJ
Oznacza to, że bezwzględne wartości ciepła rozkładu i ciepła tworzenia związku są sobie równe. Doświadczalne zweryfikowanie tego prawa stanowi potwierdzenie słuszności pierwszej zasady termodynamiki.